# Ulmus procera
Ulmus procera là một loài thực vật có hoa trong họ Ulmaceae. Loài này được Salisb. miêu tả khoa học đầu tiên năm 1796.

## Hình ảnh

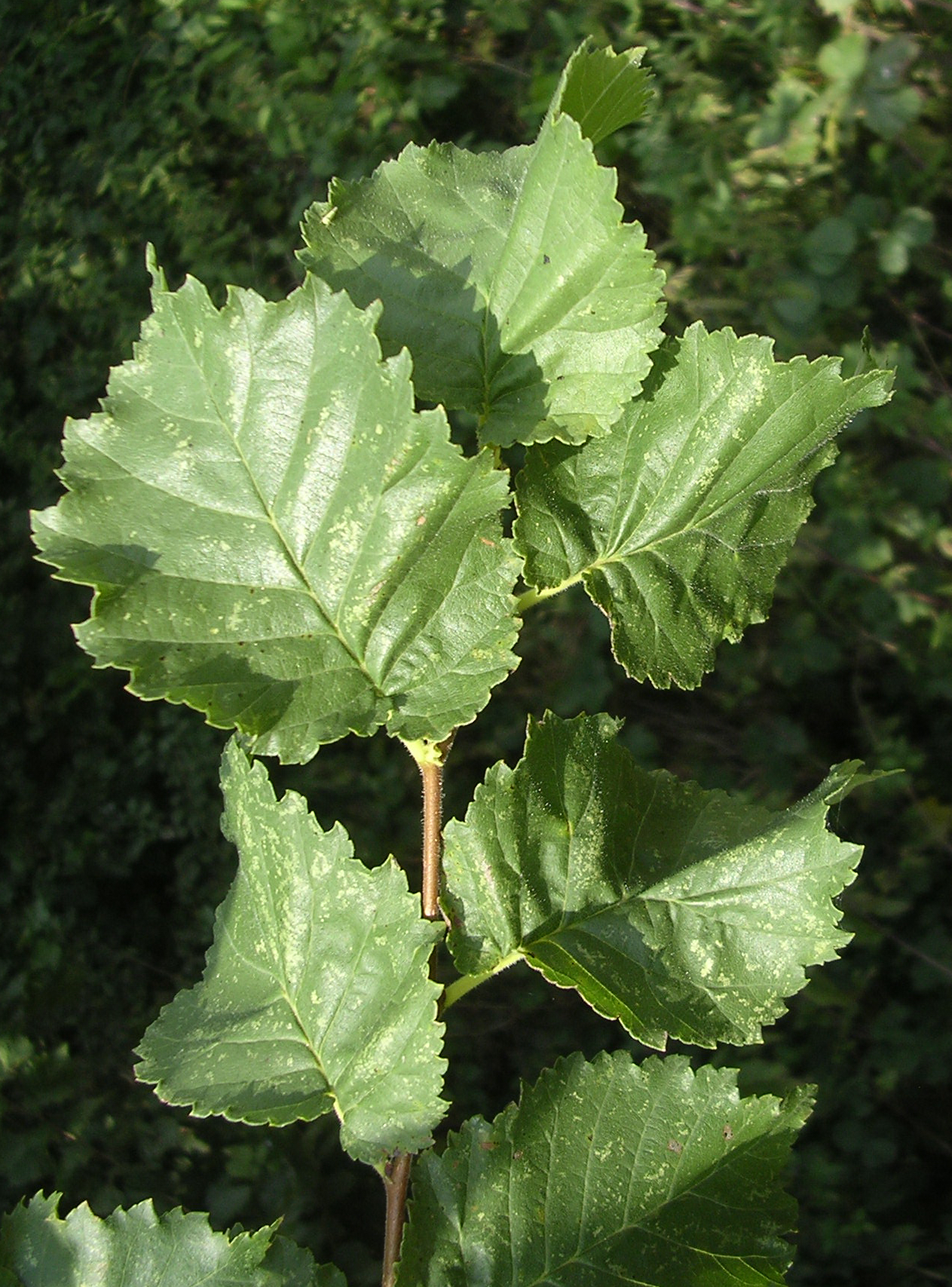
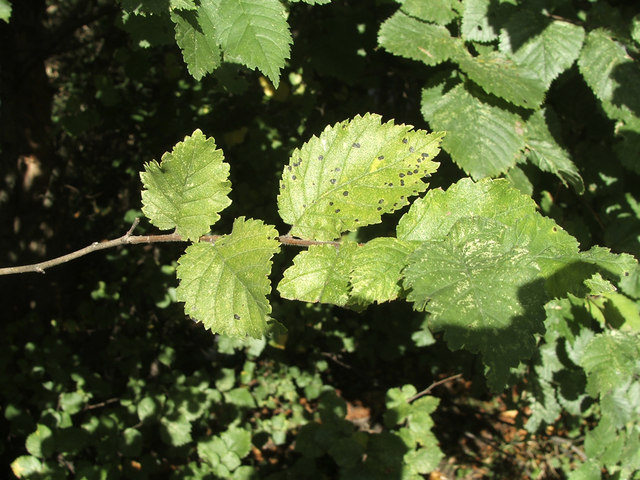
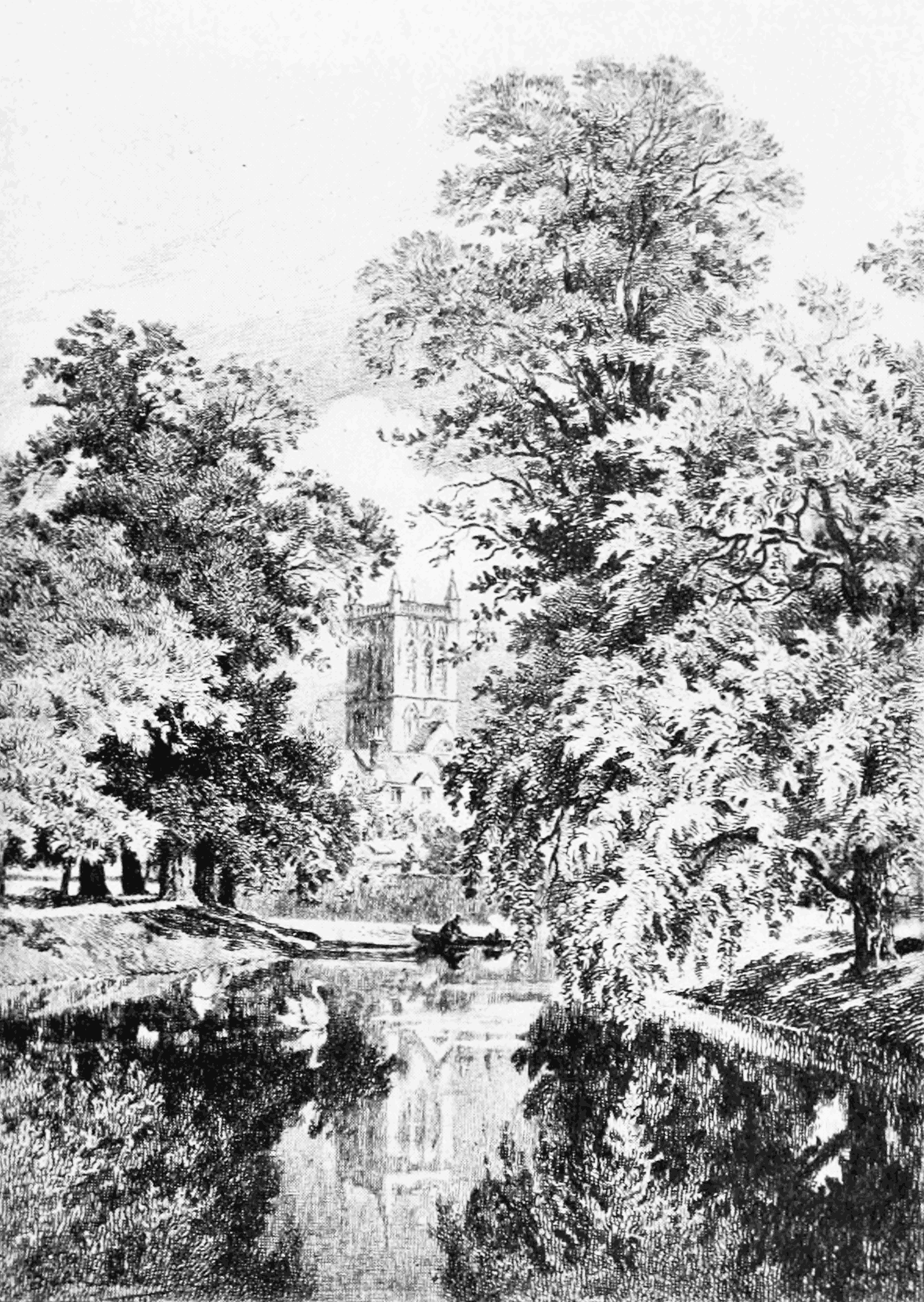
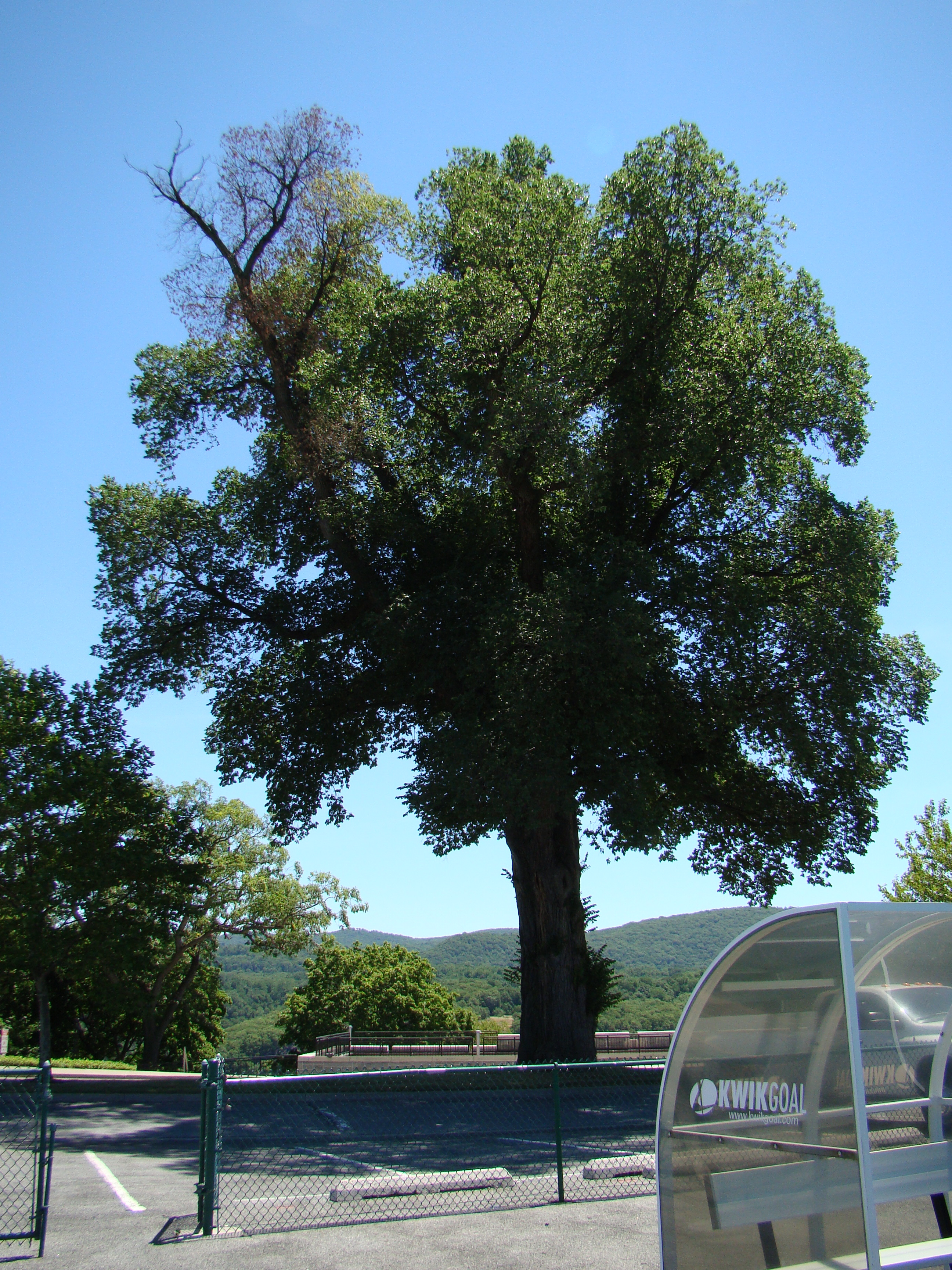